# Davide Brivio (dirigente esportivo)
Davide Brivio (Casatenovo, 17 de julho de 1964) é um gerente italiano de automobilismo. Ele foi anteriormente o gerente de equipe da Yamaha no Mundial de Superbike e das equipes de MotoGP da Yamaha e da Suzuki.
Brivio é um dos gerentes de equipe de maior sucesso na história do Campeonato Mundial de Motovelocidade, tendo gerido suas equipes e pilotos para seis títulos de pilotos, quatro títulos de construtores e seis títulos de equipes.

## Carreira

### Fórmula 1
Em janeiro de 2021, Brivio se tornou o diretor de corrida da equipe de Fórmula 1 da Alpine. Em fevereiro de 2022, Brivio foi transferido da equipe de Fórmula 1 para se concentrar no programa de jovens pilotos da Alpine e supervisionar possíveis incursões em outras categorias do automobilismo como diretor de projetos de expansão de corridas. Em dezembro de 2023, a Alpine anunciou que Brivio deixaria a organização até o final do ano, gerando especulações de um retorno a MotoGP.